# 24plus
24plus ist eine Speditions- und Logistikkooperation mit Sitz in Hauneck im Landkreis Hersfeld-Rotenburg in Hessen.
Die Kooperation bietet ihren Mitgliedern und deren Kunden ein Stückgutnetz in Europa und zusätzlich logistische Mehrwertdienste. In der Kooperation wirken derzeit 66 Unternehmen oder Niederlassungen von Unternehmen als Systempartner zusammen. Die Mehrheit der Systempartner sind auch Gesellschafter (Kommanditisten) der 24plus Systemverkehre GmbH & Co. KG. Die Unternehmen bilden ein einheitliches Verkehrsnetz mit definierten Leistungsstandards. 50 Partner sind in Deutschland ansässig. Die übrigen europäischen Länder werden von 16 weiteren Systempartnern betreut, die in ihren Ländern und Regionen Hub-Funktionen übernehmen.
Im April 2016 gaben die Stückgutkooperationen 24plus und Online Systemlogistik bekannt, ein Fusionskonzept zu erarbeiten. Bereits 2014 waren beide Stückgutnetze eine strategische Kooperation eingegangen.

## Geschäftszahlen
Nach Unternehmensangaben wurden im Jahr 2019 im Kooperationsnetz 5,38 Millionen Stückgutsendungen bewegt. Die im Netz bewegte Tonnage summierte sich auf 1,32 Millionen Tonnen (Vorjahr: ebenfalls rund 1,3 Millionen Tonnen). Damit zählt 24plus zu den großen Stückgutnetzen in Deutschland. Rund 80 Prozent der Mengen im 24plus-Netz werden über Direktverkehre abgewickelt. Die restlichen Sendungen werden über eines der drei Hubs verschickt.

## Organisation
Die 24plus logistics network ist eine Speditions- und Logistikkooperation. Die Geschäftsführung der Kooperation hatte seit 2019 Stefan Rehmet inne, bis er im Oktober 2021 bereits wieder von Markus Egerer abgelöst wurde. Zum Juli 2024 sucht die Kooperation wiederum einen neuen Geschäftsführer – der bisherige Markus Egerer wechselt nach gut 2,5 Jahren zum Wettbewerber VTL.
Der Aufsichtsrat der 24plus Systemverkehre GmbH & Co. KG besteht aus Uwe Müller (geschäftsführender Gesellschafter der Robert Müller GmbH, Saarlouis), Christoph Kleine (geschäftsführender Gesellschafter der Spedition Kleine GmbH & Co. KG, Grevenbroich), Herbert Weber (Geschäftsführer der Lagermax Internationale Spedition GmbH, Salzburg, Österreich) und Heinz Wolf, Geschäftsführer der Michael Wolf OHG (Straubing).
Die Kooperation betreibt in Deutschland drei Hubs: Das Zentralhub in Hauneck, das Regionalhub Nord in Garbsen bei Hannover und das Regionalhub Süd in Ludwigsburg. Das Zentralhub in Hauneck bewältigt durchschnittlich rund 800 Tonnen pro Nacht, in den beiden Regionalhubs werden tagesdurchschnittlich jeweils rund 200 Tonnen umgeschlagen. Das Zentralhub verfügt über 104 Tore und eine Umschlagkapazität von 250 Tonnen in der Stunde.
Jedes Unternehmen, das Mitglied bei 24plus ist, steuert täglich mindestens das Zentralhub an. Dort werden die Sendungen zwischen den Partnern ausgetauscht. Die Regionalhubs Nord und Süd erfüllen dieselbe Funktion für ihre Regionen. Das Zentralhub und das zuständige Regionalhub muss von allen Partnern täglich angefahren werden. Der Großteil der Sendungen werden im zweistufigen Stückgutnetz von 24plus aber nicht über Hubs, sondern über Direktverkehre zwischen den Partnern transportiert. Der Anteil der Direktverkehre liegt nach Unternehmensangaben bei 80 Prozent.
Im Unterschied zu anderen Kooperationsnetzwerken in der Logistikbranche ist 24plus als offene Kooperation organisiert. Dies bedeutet, dass die Mitgliedsunternehmen der Kooperation nicht verpflichtet sind, Aufträge ausschließlich mit den anderen Unternehmen der Kooperation abzuwickeln. Vielmehr können sie, wenn sie dies für geeigneter erachten, fallweise auch mit anderen Speditionsunternehmen zusammenarbeiten. Dies erweist sich beispielsweise dann als hilfreich, wenn Kunden in bestimmten Geschäftsbereichen die Zusammenarbeit mit einem bestimmten Unternehmen vorschreiben, das nicht Mitglied der Kooperation ist.
Obwohl zahlreiche Unternehmen verschiedenster Größe und Ausrichtung Mitglied in der Speditionskooperation 24plus sind, arbeiten alle Partner mit einer durchgängigen IT-Infrastruktur.

## Europaverkehre
24plus logistics network ist in allen Ländern Europas aktiv. Belgien, Dänemark, Frankreich, Italien, Luxemburg, die Niederlande, Österreich, Polen, Baltikum, die Schweiz, Schweden sowie Tschechien und Ungarn bedient 24plus über dort ansässige Spediteure, die ebenfalls Mitglied bei 24plus sind. In diesen Ländern übernehmen die Niederlassungen der dort ansässigen 24plus-Spediteure ebenfalls Hub-Funktion.
Die übrigen Länder Europas bedienen 24plus-Partner über Gateverkehre.

## Produkte
Das Kerngeschäft der Kooperation liegt im Bereich Stückgut-Landverkehre. Daneben sind weitere logistische Zusatzleistungen verfügbar, beispielsweise eine termingenaue Garantiezustellung, Beschaffungslogistik, temperaturgeführte Transporte, Luft- und Seefracht sowie Nachnahmesendungen.